# Barco de pedra

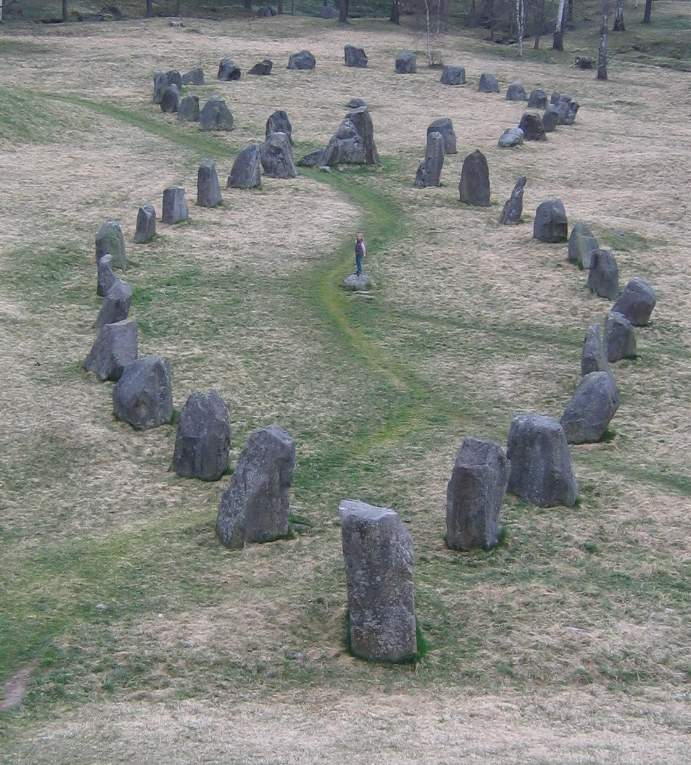
Dois barcos de pedra em Badelunda na Suécia

Um barco de pedra (skeppssättning em sueco, skibssætning em dinamarquês, skipssetning em norueguês, Schiffssetzung em alemão) é um monumento megalítico com blocos de pedra dispostos em forma de barco, dentro do qual costumava ser colocada uma urna funerária ou as cinzas de uma cremação. Este costume funerário existia na Escandinávia, nos Países Bálticos e na Alemanha, durante a Idade do Bronze e sobretudo na Idade do Ferro, especialmente nos períodos conhecidos como Era de Vendel e Era Viquingue.

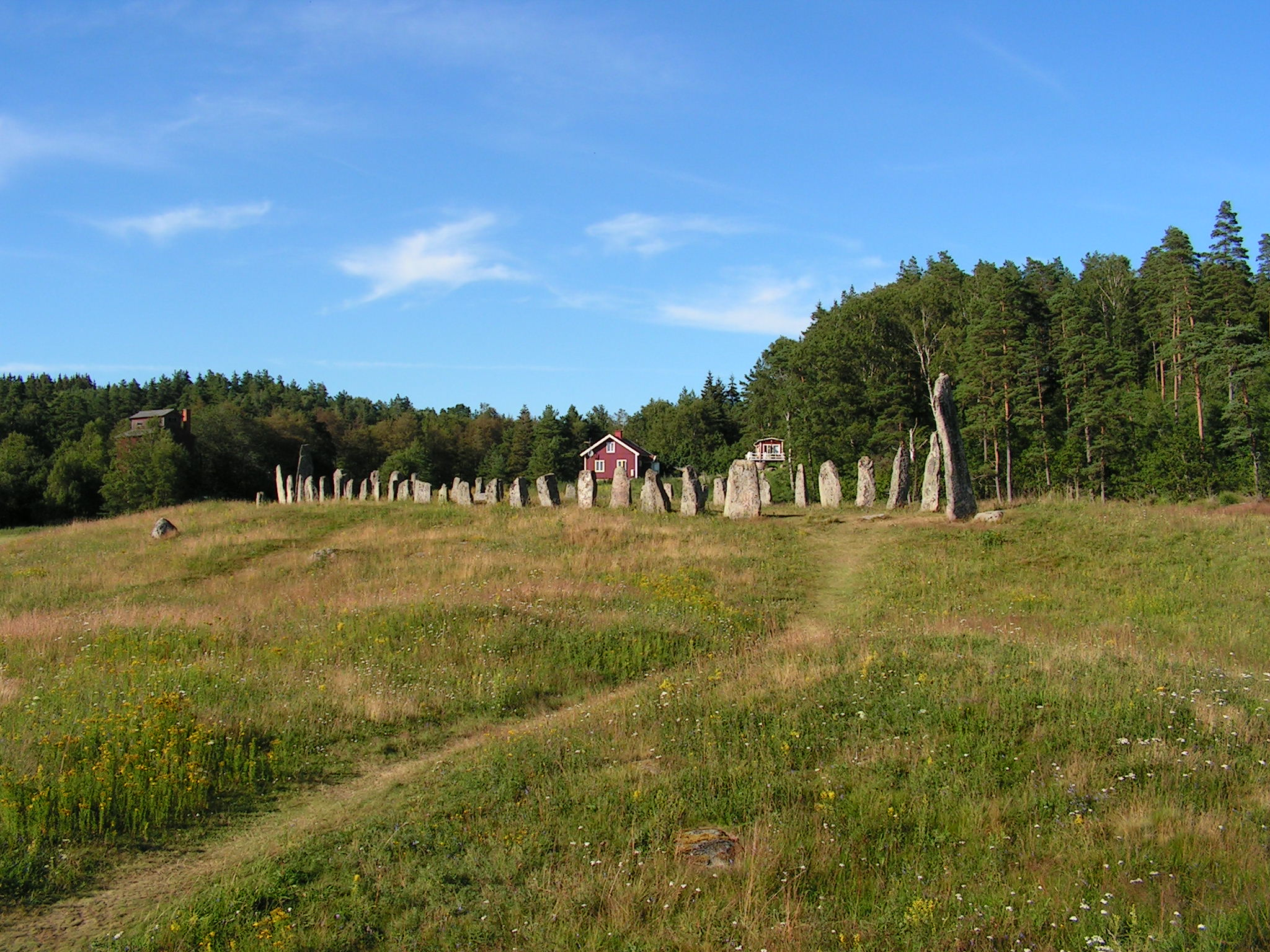
Barco de pedra de Blomsholm (Strömstad, Suécia)
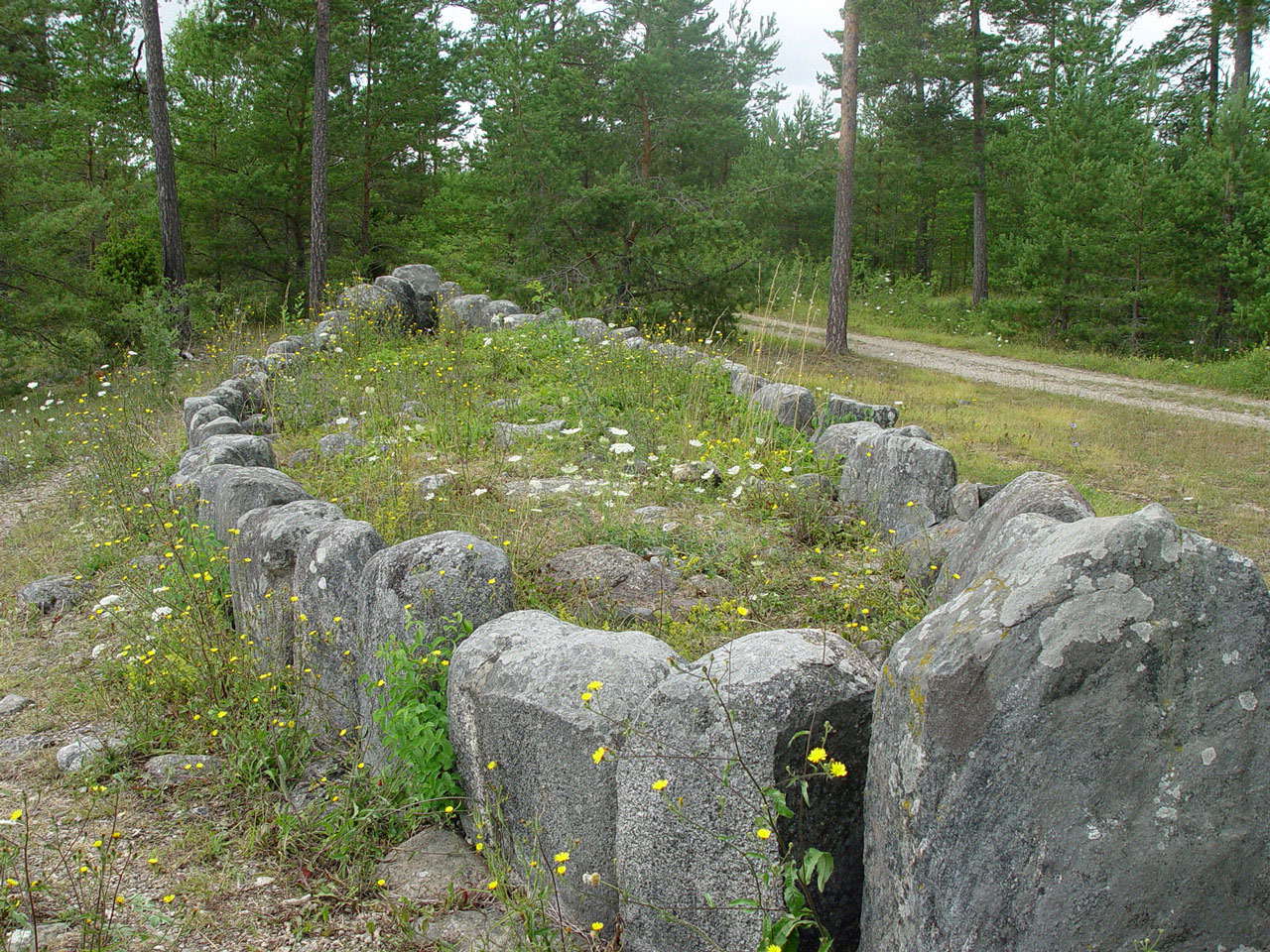
Barco de pedra em Tjelvars grav (Gotlândia, Suécia)
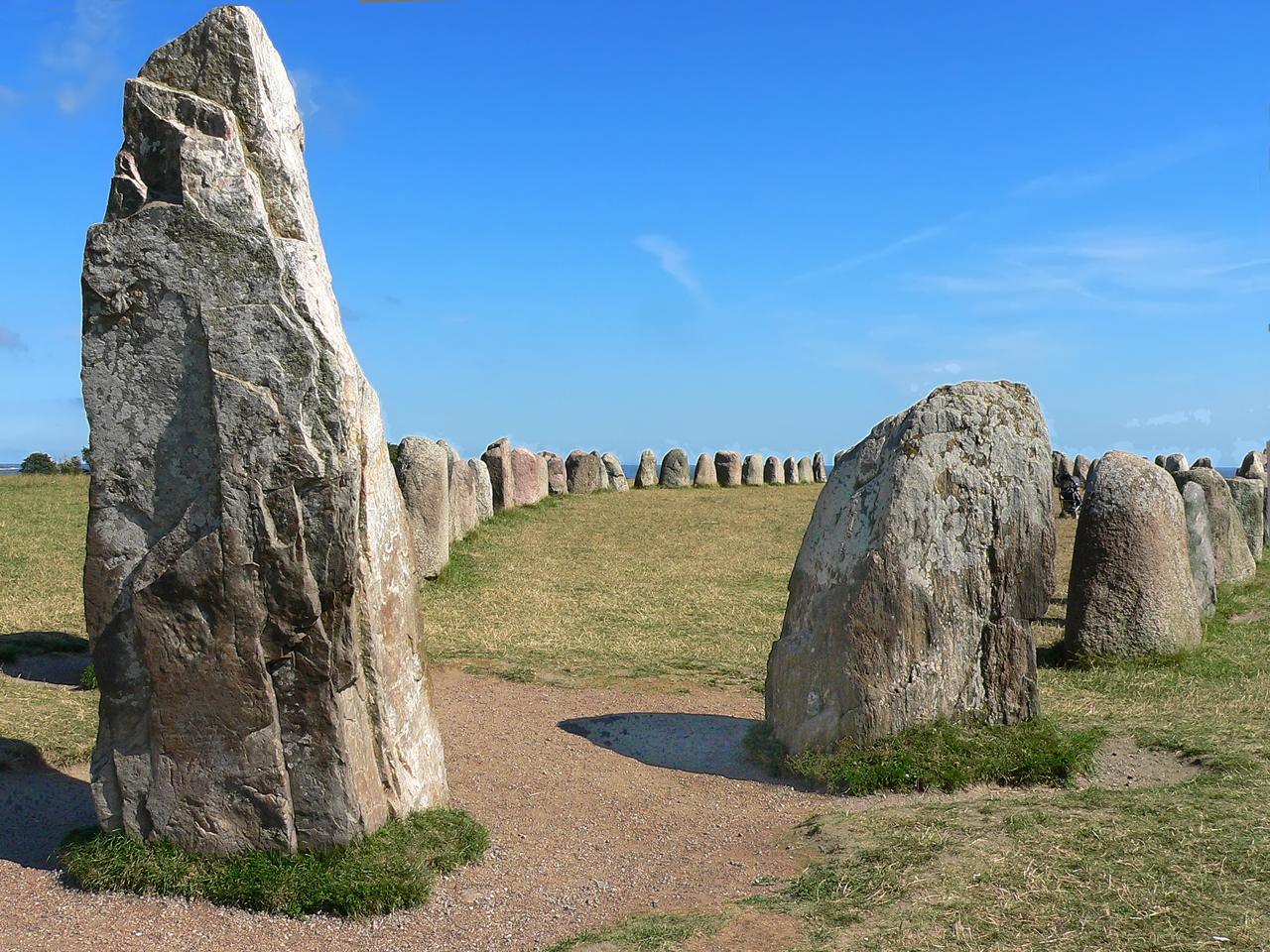
Pedras de Ale (Escânia, Suécia)
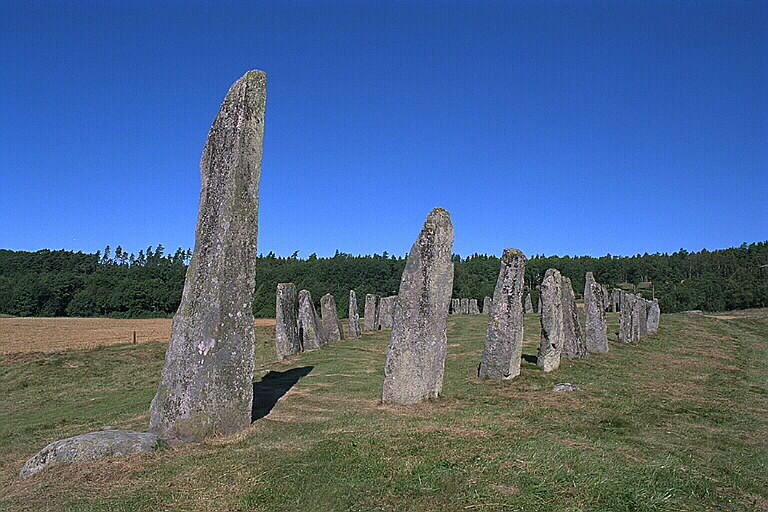
Barco de Blomsholm, perto de Strömstad